# Alfred Edwards (football)
Pour les articles homonymes, voir Edwards et Alfred Edwards (homonymie).
Alfred Ormonde Edwards est l'un des cofondateurs avec Herbert Kilpin de l'AC Milan (Milan Cricket and Football Club) en 1899. Il est né le 12 octobre 1850 et décédé le 4 avril 1923 (à l'âge de 72 ans).
Expatrié anglais en Italie, cet ingénieur et industriel qui a fait fortune en travaillant pour Pirelli fut vice-consul britannique à Milan et l'un des personnages influents de son temps dans la société milanaise.
Il devient le premier président du club de l'AC Milan, dont il finance la création, entre 1899 et 1908 et verra son club s'imposer à trois reprises en championnat d'Italie (1901, 1906 et 1907). En 1900, il permet au club d'être affilié à la Fédération d'Italie de football. En 1909, il laisse les rênes de l'AC Milan à Piero Pirelli après une courte période d'intérim de Giannino Camperio.
C'est en son honneur que le club a conservé l'orthographe et la prononciation anglaise de « Milan » au lieu du nom italien de « Milano ».